# Visszafejtés (film)
Visszafejtés (eredeti cím: Backtrace) 2018-ban bemutatott amerikai bűnügyi-akciófilm, melyet Brian A. Miller rendezett. A főszereplők  Sylvester Stallone, Matthew Modine és Ryan Guzman.
2018. december 14-én mutatták be az Amerikai Egyesült Államokban, Magyarországon DVD-n jelent meg szinkronizálva 2020. szeptember közepén.

## Cselekmény
MacDonald (Matthew Modine) egy rosszul sikeredett bankrablás során, egyedüli túlélőként agysérülést szenved, majd amnéziába esik és pszichiátriai osztályára kerül a börtönbe. A hetedik évének letöltésekor egy fogvatartott és egy orvos (Ryan Guzman és Meadow Williams) felajánlják neki azt a lehetőséget, hogy kijuttatják a börtönből. A férfinak szérumot injektálnak a gerincébe, ami feleleveníti az elfelejtett életet. MacDonaldnak szembe kell néznie a helyi nyomozóval (Sylvester Stallone), a tapasztalt FBI-ügynökkel (Christopher McDonald) és a gyógyszer veszélyes mellékhatásaival, hogy visszaszerezze az ellopott pénzt, miközben harcol a múltjával.

## Szereplők
| Szerep         | Színész              | Magyar hang  |
| -------------- | -------------------- | ------------ |
| Lucas          | Ryan Guzman          | Czető Roland |
| Dr. Erin       | Meadow Williams      | ?            |
| MacDonald      | Matthew Modine       | Rosta Sándor |
| Sykes nyomozó  | Sylvester Stallone   | Kőszegi Ákos |
| Franks ügynök  | Christopher McDonald | ?            |
| Carter nyomozó | Colin Egglesfield    | ?            |
| Bay nyomozó    | Jenna Willis         | ?            |
| Farren         | Tyler Jon Olson      | ?            |
| Dr. Nichols    | Lydia Hull           | ?            |
| Alicia         | Baylee Curran        | ?            |

## Gyártás

### Forgatás
A filmet Savannahban (Georgia) forgatták és 12 napig tartott.

## Megjelenés

### Média kiadás
A Visszafejtés 2018. december 11-én jelent meg BluRayen és DVD-n.